# Sant'Ambrogio (metropolitana di Milano)
Sant'Ambrogio è una stazione delle linee M2 ed M4 della metropolitana di Milano.

## Storia
I lavori di costruzione della stazione iniziarono nel 1978, mentre veniva inaugurato il capolinea M2 di Cadorna FN. La stazione fu inaugurata il 30 ottobre 1983, contemporaneamente alla nuova tratta fino a Porta Genova FS.
Il 12 ottobre 2024 ha aperto la stazione della linea M4, collegata alla M2 tramite un percorso provvisorio in superficie.
Il 21 febbraio 2025 è stato aperto il tunnel sotterraneo di collegamento tra le due linee, che ha reso la stazione  un importante nodo di interscambio.

## Struttura e impianti
La stazione M2 è tratta di una stazione sotterranea a due binari, uno per ogni senso di marcia, serviti da due banchine laterali. La stazione M4 ha invece la banchina a isola.
La stazione è situata in via Giosuè Carducci, all'angolo con via San Vittore, nelle vicinanze dell'Università Cattolica del Sacro Cuore, del Museo nazionale della scienza e della tecnologia Leonardo da Vinci, della basilica di Sant'Ambrogio e del Centro Medico legale dell'INPS, all'interno del territorio del comune di Milano.
La stazione si trova all'interno dell'area urbana della metropolitana milanese.

## Interscambi
Nelle vicinanze della stazione effettuano fermata alcune linee urbane automobilistiche, gestite da ATM.
- Fermata autobus

## Servizi
La stazione dispone di:
- Accessibilità per portatori di handicap
- Ascensori (M4)
- Scale mobili
- Emettitrice automatica biglietti
- Stazione videosorvegliata

## Galleria d'immagini

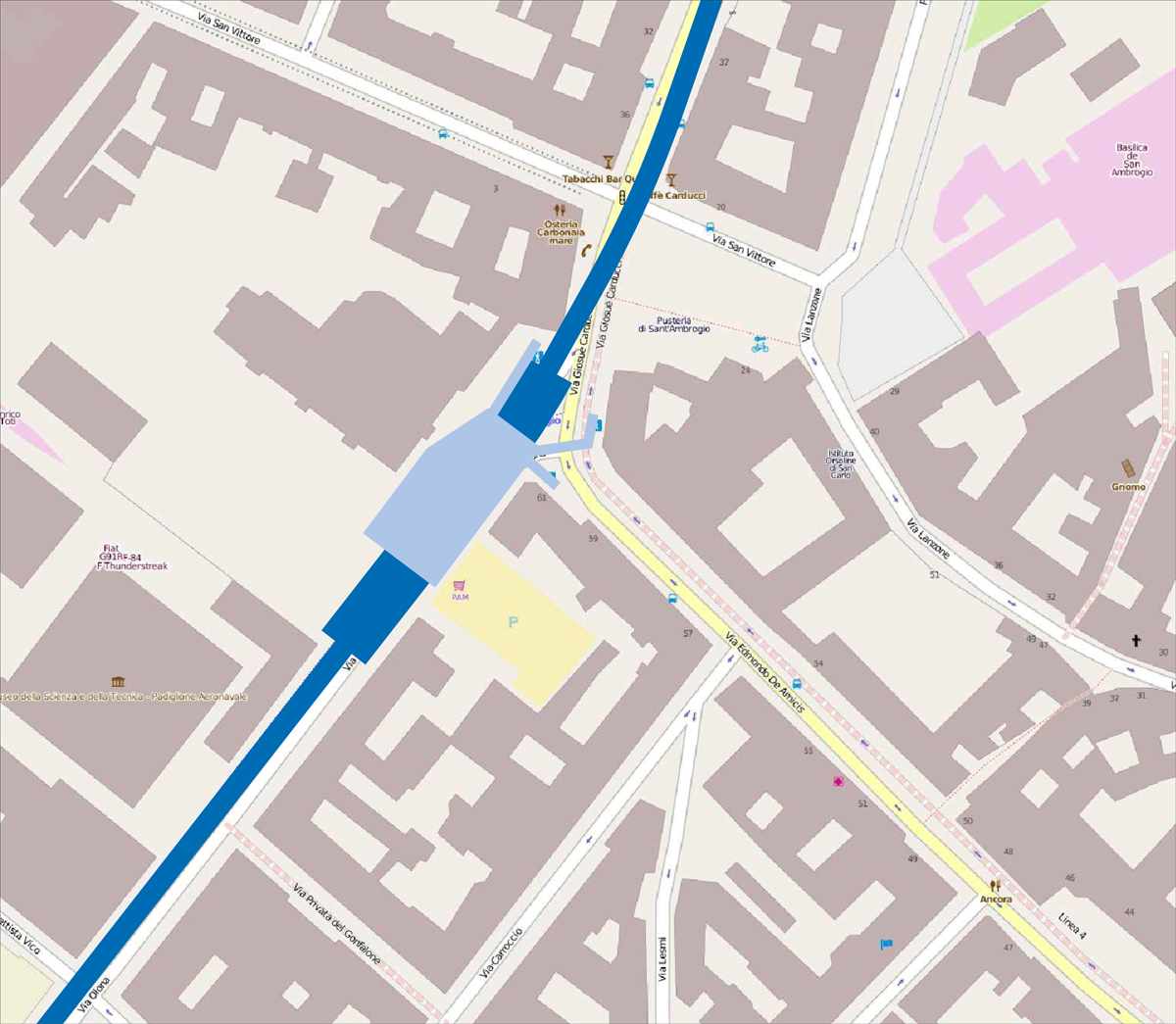
Mappa della stazione
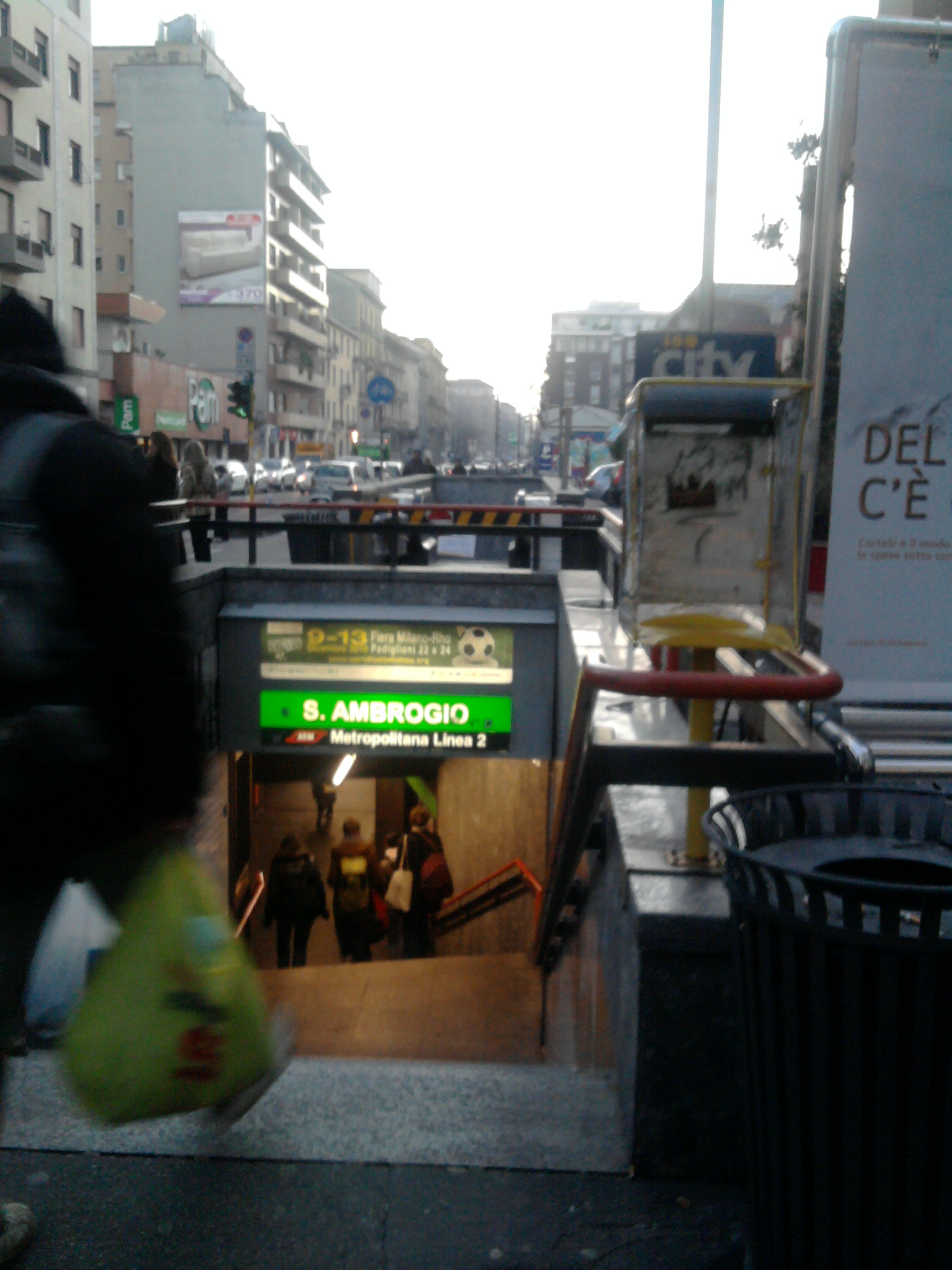
L'ingresso
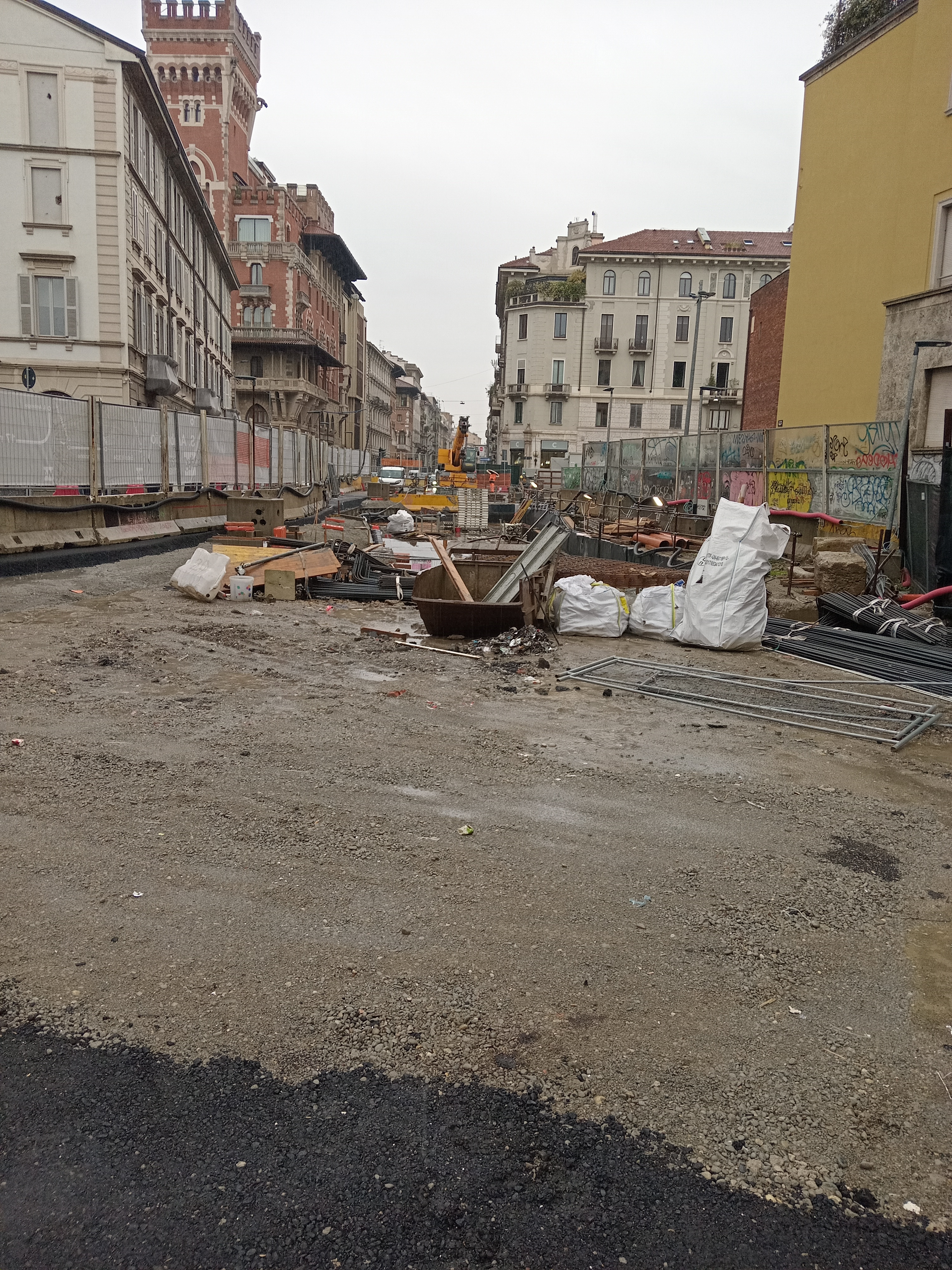
Cantiere M4 a febbraio 2024